# 스팬도 발레
스팬도 발레(Spandau Ballet)는 1979년에 결성된 잉글랜드의 뉴 웨이브 밴드이다.

## 같이 보기
- 가장 많은 음반을 판 음악가 목록